# Campeonato Brasiliense de Futebol de 2008
O Campeonato Brasiliense de Futebol de 2008, também conhecido por Candangão, foi a 50ª edição do Campeonato Candango e a 32ª edição da era profissional da principal divisão do futebol no Distrito Federal. A competição, que foi organizada pela Federação Brasiliense de Futebol, foi disputada entre 20 de janeiro, e 20 de abril por oito equipes do Distrito Federal e de Minas Gerais. Os dois primeiros colocados tiveram vaga na Copa do Brasil de 2009. Originalmente os dois mais bem colocados na classificação final, com exceção de Brasiliense e Gama, garantiriam vaga no Campeonato Brasileiro da Série C de 2008.
O Brasiliense conquistou o pentacampeonato consecutivo com uma rodada de antecedência ao vencer o Esportivo Guará por 4–0 no Estádio do CAVE.

## Forma de disputa
As oito equipes participantes jogaram entre si em turno e returno. Quem somasse o maior número de pontos se sagraria o campeão candango de 2008. Os dois últimos clubes na classificação geral foram rebaixados para a Segunda Divisão. O Campeonato Brasiliense foi o único disputado por pontos corridos dentre todos os Estaduais de 2008.

## Participantes
| Equipe          | Localidade         | Títulos             |
| --------------- | ------------------ | ------------------- |
| Brasiliense     | Taguatinga         | 4 (último em 2007)  |
| Brazlândia      | Brazlândia         | 0 (não possui)      |
| Ceilândia       | Ceilândia          | 0 (não possui)      |
| Dom Pedro       | Núcleo Bandeirante | 0 (não possui)      |
| Esportivo Guará | Guará              | 0 (não possui)      |
| Gama            | Gama               | 10 (último em 2003) |
| Legião          | Brasília           | 0 (não possui)      |
| Unaí            | Unaí (MG)          | 0 (não possui)      |

## Resultados
Para ler a tabela, a linha horizontal representa os jogos da equipe como mandante. A coluna vertical indica os jogos da equipe como visitante.

## Jogo do título
13ª rodada
| 13 de abril | Esportivo Guará | 0 – 4 | Brasiliense                          | Estádio Antônio Otoni Filho, Guará    |
| 15:30       |                 |       | 25', 32', 63' Iranildo · 90+3' Dimba | Público: 826 pagantes Renda: R$ 2.650 |

## Classificação final
Notas
- LEG^  Originalmente os dois mais bem colocados na classificação final, com exceção de Brasiliense e Gama, garantiriam vaga no Campeonato Brasileiro da Série C. O Ceilândia, segundo melhor classificado, desistiu da vaga, que passou para o Brazlândia.[2] Como o Brazlândia também desistiu, a vaga acabou com o Legião, quarto melhor classificado.[3]

## Campeão
| Campeonato Brasiliense de 2008  |
| ------------------------------- |
| Brasiliense Campeão (5º título) |